# Dimitar Stanchov
Dimitar Stanchov (en bulgare : Димитър Янев Станчов), né le 21 mai 1863 à Svishtov dans le pachalik de Silistra (Empire ottoman) et mort le 23 mars 1940 à Sofia (Bulgarie) est un diplomate et un  homme politique bulgare. 
Il est président du Conseil des ministres par intérim en mars 1907.

## Biographie
À la suite de l'assassinat de Dimitar Petkov par Alexander Petrov le 11 mars 1907, il assume la fonction de président du Conseil des ministres par intérim du 12 au 16 mars 1907.